# 萬世閣
株式会社萬世閣（まんせいかく）は、北海道虻田郡洞爺湖町に本社を構える温泉ホテルチェーンである。

## 沿革
- 1941年（昭和16年）5月 - 洞爺湖温泉の「旅館萬世館」を創業者浜野増次郎が買収。社名を萬世閣として創業。
- 1944年（昭和19年）9月30日 - 株式会社萬世閣として設立登記。
- 1954年（昭和29年）5月31日 - 「政府登録旅館　旅第58号」認定。
- 1962年（昭和37年）3月20日 - 創業者[浜野増次郎が会長職に退き、長男の浜野豊が社長に就任。
- 1965年（昭和40年）4月 - 洞爺湖温泉にホテル万世閣を建立。
- 1966年（昭和41年）3月19日 - 創業者浜野増次郎が永眠
- 1967年（昭和42年）5月 - 2代目社長浜野豊が創業者浜野増次郎の名を襲名。
- 1968年（昭和43年）5月 - 系列会社として新たに「登別温泉ホテル万世閣」設立、「登別ホテル万世閣」を2号店として開業。
- 1972年（昭和47年）9月7日 - 2代目社長浜野豊が永眠。
- 1972年（昭和47年）9月15日 - 2代目社長浜野豊の次男浜野浩二が3代目代表取締役社長に就任。
- 1977年（昭和52年）6月 - 洞爺湖万世閣の中央館の旅館部分を全面改装しホテル万世閣となる。
- 1989年（平成元年）3月 - 洞爺湖万世閣を全館改装。
- 1992年（平成4年）4月 - 登別万世閣を移築、新築開業。
- 1997年（平成9年）4月 - 定山渓に万世閣3号店「定山渓万世閣ホテルミリオーネ」を開業。
- 2003年（平成15年）3月 - 系列会社とし、株式会社ハマノホテルズを設立。
- 2003年（平成15年）7月 - 旭岳温泉の元・東川町厚生会館「えぞ松荘」を全面改築し、旭岳万世閣ホテルベアモンテを開業。
- 2008年（平成20年）6月 - 旭岳温泉の元・北海道都市職員共済施設「こまくさ荘」を全面改修して、旭岳万世閣ホテルディアバレーを開業。
- 2008年（平成20年）7月 - 洞爺湖万世閣を改修し「洞爺湖万世閣ホテルレイクサイドテラス」と改称。
- 2010年（平成22年）4月10日 - 株式会社ハマノホテルズが株式会社定山渓グランドホテルを合併吸収。これにより定山渓グランドホテル瑞苑、定山渓グランドホテル福寿苑、佳松御苑吉兆が万世閣グループのホテルとなる。
- 2011年（平成23年）5月20日 - 株式会社萬世閣､浜野浩二が会長職に退き､長男の浜野清正が4代目社長に就任｡
- 2012年（平成24年）4月23日 -6月1日付で会社を分割し、新会社がホテル3館や従業員約500人を引き継ぐと発表した。北洋銀行など金融機関は旧会社が引き継ぐ60億円以上の金融債務に関し、債権放棄し萬世閣再建を支援。新会社はホテル・旅館のコンサルタント「楽帆」（東京）の子会社が株式の55%を取得し、筆頭株主として経営を主導する。新会社の名称は「萬世閣」とし、資本金は3000万円。新会社の代表取締役社長には旧会社の浜野清正社長が就き、代表取締役会長に楽帆の北村尚武社長が就任する。楽帆は新会社に北村を含む計5人を取締役として派遣する。旧会社は株式会社KHコーポレーションに改称。旧会社の金融債務120億円強のうち60億円以上を残す見通し。旧会社は北洋銀行や日本政策投資銀行などの金融機関に債権放棄を要請し、金融機関は応じる方針。その後、旧会社は清算手続きに入る。旧会社の筆頭株主で株式の約25%を持つ浜野浩二は新会社の株式は保有しない。萬世閣グループのハマノホテルズ（札幌）の社長は続ける。
- 2013年（平成25年））2月15日 -（株）KHコーポレーション（旧商号：（株）萬世閣、資本金5000万円、札幌市中央区大通西11-4、代表清算人佐々木泉顕弁護士）は、2月15日に札幌地裁へ特別清算を申請した。負債は約75億円。

## 食材虚偽表示
2013年（平成25年）11月8日、阪急阪神ホテルズ（大阪市北区）運営のホテルやレストランでの発覚を端緒とした一連の食材虚偽表示問題を受け、洞爺湖万世閣ホテルレイクサイドテラスが2012年9月から2013年4月にかけ、バイキング料理会場のマグロ解体ショーで「道南産本マグロ」と説明しながら、実際には外国産メバチマグロを使っていたことが判明、総務部長が陳謝した。調理部門が来館者を楽しませるつもりで見逃していたとし、「社内の認識が甘かった。同じ問題を繰り返さないため調理、企画、予約、宿泊など各部門の情報共有の強化に努めている」と述べた。2013年5月頃に消費者庁の指摘を受け、浜野清正社長の減給など責任者の社内処分を行った上で、8月上旬に同庁に改善策を報告した。

## スポンサー活動
『FMスカイステーション』以来AIR-G'（FM北海道）のスポンサーを務めており、現在は『1/f ゆらぎ旅』（金曜12:50 - 13:00／パーソナリティ：大野真奈）が放送中である。

## 株式会社萬世閣の運営する施設一覧

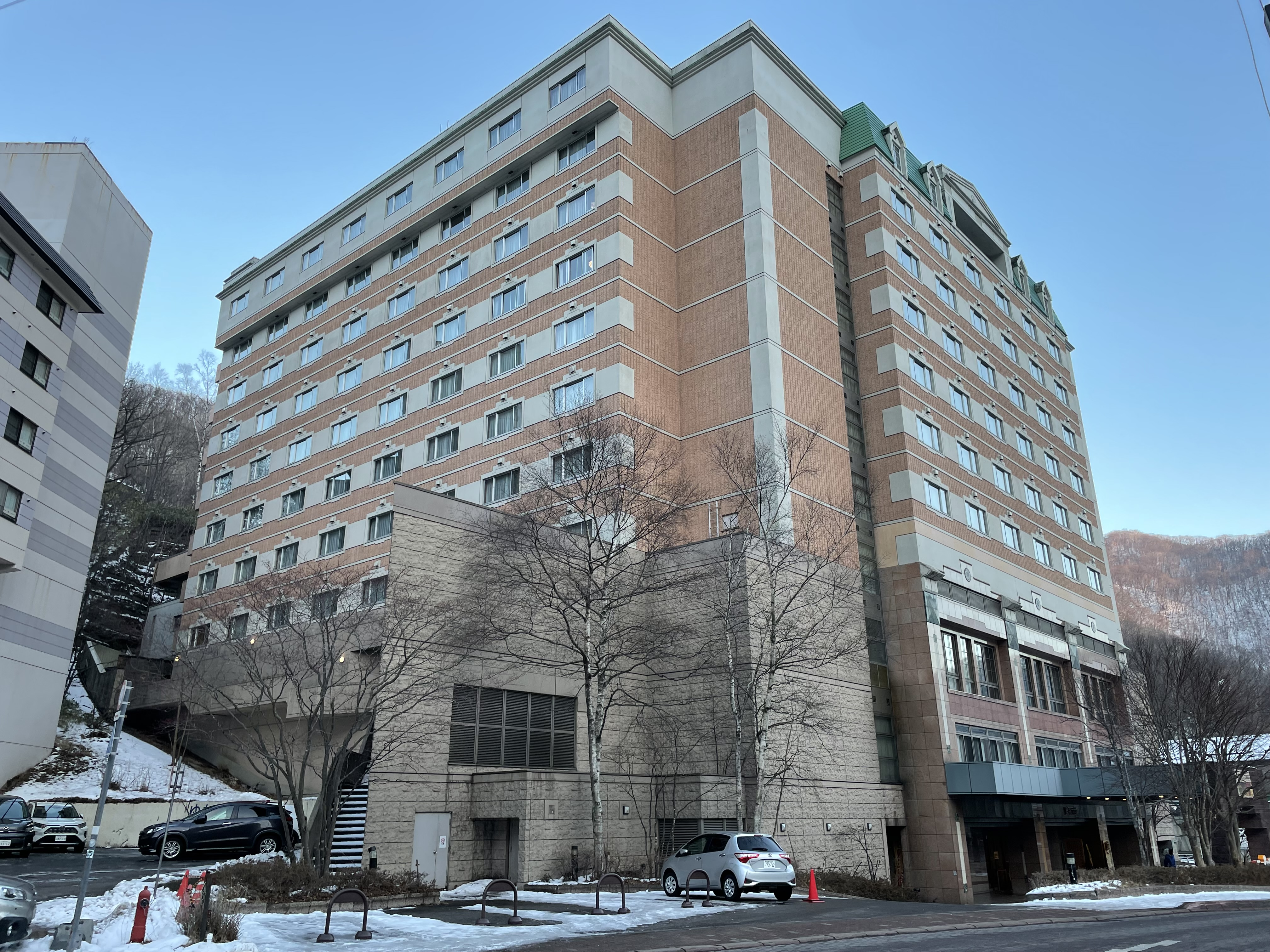
登別万世閣

- 洞爺湖万世閣ホテルレイクサイドテラス

〒049-5721 北海道虻田郡洞爺湖町洞爺湖温泉21番地
客室246室 、最大収容人員 800名
- 登別万世閣

〒059-0551 北海道登別市登別温泉町21番地
客室200室、最大収容人員 921名
- 定山渓万世閣 ホテルミリオーネ

〒061-2302 北海道札幌市南区定山渓温泉東3丁目
客室312室、最大収容人員1,310名　
- 洞爺湖浮見龍神塔

## 株式会社ハマノホテルズの運営する施設一覧
- 旭岳万世閣ベアモンテ→旭岳温泉ホテルベアモンテ

〒071-1472　北海道上川郡東川町旭岳温泉
客室107室、最大収容人員363名
- 旭岳万世閣ディアバレー→旭岳温泉ホテルディアバレー

〒071-1472 北海道上川郡東川町旭岳温泉
客室26室、最大収容人数54名
- 定山渓温泉 定山渓グランドホテル瑞苑→グランドブリッセンホテル定山渓

〒061-2302 北海道札幌市南区定山渓温泉東4丁目
客室229室　最大収容人員1,200名
- 定山渓グランドホテル別館　福寿苑

〒061-2303　北海道札幌市南区定山渓温泉西4-360
客室48室、最大収容人員220名
※2014年2月23日(日)閉館
- 定山渓 佳松御苑・吉兆→2018年6月1日　奥定山渓温泉　佳松御苑

〒061-2301　北海道札幌市南区定山渓857番地
客室10室、最大収容人員40人→客室23室、最大収容人員56名